# Voseo

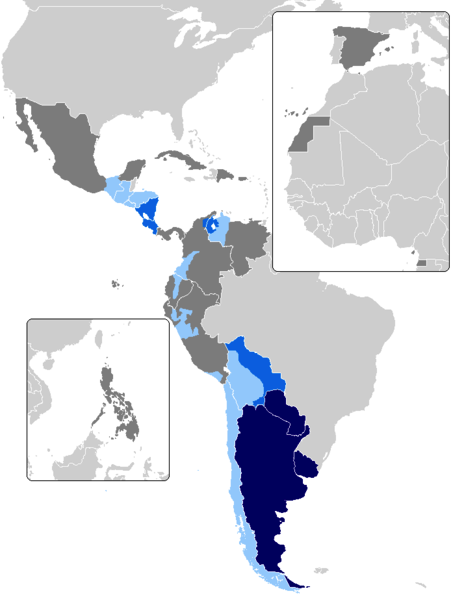
Verbreitung des Voseo:
Voseo dominiert schriftlich und mündlich.
Voseo dominiert mündlich.
Voseo und Tuteo existieren nebeneinander.
Spanischsprachige Länder ohne Voseo.

Der Voseo ist ein morphosyntaktisches Merkmal des Spanischen bestimmter Regionen in Süd- und Zentralamerika (vor allem Argentiniens, der Río-de-la-Plata-Region und Nicaraguas, findet sich aber auch in Costa Rica, Kolumbien, Guatemala und anderen Ländern Zentralamerikas sowie in kreolsprachigen Teilen der Philippinen). Die klassische Form des Voseo ist der Gebrauch des Pronomens vos (historisch „Ihr“) anstelle von tú („du“) in der singularischen Anrede.

## Entwicklung
Die singularische Anrede lautete im Lateinischen nur tu. Erst seit spätrömischer Zeit existierte eine pluralische Form für die singularische Anrede: vos. Bei dieser Form handelte es sich um die Höflichkeitsform. Durch den Prozess der Übergeneralisierung verdrängt vos das tu, behielt aber dessen Bedeutung. Das vos war also im Spanischen zwischenzeitlich sowohl singularische als auch pluralische und familiäre Anrede, ähnlich wie das Englische you, das ursprünglich als Pluralpronomen gegenüber thou stand. Ehrerbietung wurde nunmehr durch die Anrede vuestra merced („Euer Gnaden“) zum Ausdruck gebracht, die sich im Laufe der Zeit zunächst zu vuasted und dann zu usted entwickelte.
Ab dem 16. Jahrhundert kam es im Spanischen zur Reinstallation des tú als singularische Anrede und zur Verdrängung des vos in der pluralischen Form. Im Plural setzte sich dafür das Personalpronomen vosotros („ihr“, wörtlich „ihr anderen“) durch. Diese Entwicklung wurde in den spanischsprachigen Gebieten Amerikas nicht mitvollzogen; vosotros wird dort bis heute nicht verwendet und vos blieb als Form der familiären Anrede im Singular über lange Zeit erhalten und wird teilweise bis heute verwendet. Dieses Phänomen bezeichnet man als Voseo. (Statt des in Spanien verwendeten vosotros wird in Lateinamerika ustedes verwendet.)

## Formen
Man unterscheidet drei verschiedene Erscheinungsformen des Voseo.

### Pronominal-verbaler Voseo
Der pronominal-verbale Voseo besteht aus dem Pronomen vos und einer speziellen, vom Standardspanischen abweichenden Voseo-Verbform. Diese ist eine Abwandlung der – in Lateinamerika nicht gebräuchlichen – regulären spanischen Konjugationsformen der 2. Person Plural in singularischer Bedeutung. Diese klassische Voseo-Form ist im Río-de-la-Plata-Raum (Argentinien, Uruguay, Paraguay und einschließlich Bolivien) verbreitet und wird außerdem in Zentralamerika (von Tabasco, Mexiko, bis Westpanama) und in bestimmten Regionen Kolumbiens, Venezuelas (Nordwesten) und Ecuadors verwendet.
- Vos hablás, vos tenés in Zentralamerika, Kolumbien, Bolivien, Paraguay, Argentinien, Uruguay
- Vos habláis, vos tenéis in Zulia (Venezuela)
- Vos hablái, vos tenís in Chile (sehr informell, teilweise vulgär)

### Rein pronominaler Voseo
Die Bildung des rein pronominalen Voseos erfolgt mit dem Pronomen vos, gefolgt von der regulären zweiten Person im Singular. Diese Form benutzt man in bestimmten Regionen Argentiniens und Boliviens. Sie kommt auch in Zentralamerika vor, wo vor allem in Mexiko synchronisierte Fernsehprogramme (besonders Kindersendungen) ausgestrahlt werden, weshalb die Kinder manchmal tú und vos gemischt verwenden. In Gegenden der ecuadorianischen Sierra, wo vos benutzt wird, ist es heutzutage üblicher, die Verbform von tú zu verwenden.
- Vos hablas, vos tienes in der ecuadorianischen Sierra und bestimmten Regionen in Bolivien und Argentinien

### Rein verbaler Voseo
Die Bildung erfolgt mit dem Pronomen tú, gefolgt von den Voseo-Verbformen. Der Gebrauch ist besonders in Chile verbreitet, wo der pronominale Voseo nur eingeschränkt verwendet wird.
- Tú hablái, tú tenís in Chile
- Tú hablás in Uruguay

## Vos als Objekt
Im Falle des pronominalen Voseos ersetzt vos nur tú und ti (nach einer Präposition). Die Objektform te bleibt dieselbe. Die Possessivformen tu(s), tuyo(s) und tuya(s) ändern sich auch nicht.

### Beispiele
- „Du bist aus Indonesien?“
  - vos: „¿Vos sos de Indonesia?“ (allgemeiner Voseo) oder „¿Vos soi de Indonesia?“ (chilenischer Voseo)
  - tú: „¿Tú eres de Indonesia?“
- „Seid ihr aus Indonesien?“
  - „¿Vosotros sois de Indonesia?“ (Spanien)
  - „¿Ustedes son de Indonesia?“ (Argentinien: 2. Person Plural ustedes statt vosotros)

- „Ich will mit dir sprechen.“
  - vos: „Quiero hablar con vos.“
  - tú: „Quiero hablar contigo.“
- „Ich will mit euch sprechen.“
  - „Quiero hablar con vosotros.“ (Spanien)
  - „Quiero hablar con ustedes“ (Argentinien)

- „Ich sehe dich.“
  - vos & tú: „Te veo.“
- „Ich sehe euch.“:
  - „Os veo.“ (Spanien)
  - „Les veo (a ustedes)“ (Argentinien)

- „Ich schenke sie dir.“
  - vos & tú: „Te los regalo.“
- „Ich schenke sie euch.“
  - „Os los regalo.“ (Spanien)
  - „Se los regalo (a ustedes)“ (Argentinien)

- „Da sind deine Hemden.“
  - vos & tú: „Ahí están tus camisas.“
- „Da sind eure Hemden.“
  - „Ahí están vuestras camisas.“ (Spanien)
  - „Ahí están sus camisas“ (oder „Ahí están las camisas de ustedes“) (Argentinien)

- „Ist das Deine?“
  - vos & tú: „¿Es tuya?“
- „Ist das Eure?“
  - „¿Es vuestra?“ (Spanien)
  - „¿Es suya?“ (oder „¿Es de ustedes?“) (Argentinien)

## Verbkonjugation

### Indikativ Präsens
| Infinitiv | Indikativ Präsens | Indikativ Präsens | Indikativ Präsens |
| Infinitiv | Allgemein         | Chilenisch        | Zulia             |
| oír       | oís               | oís               | oís               |
| venir     | venís             | venís             | venís             |
| decir     | decís             | decís             | decís             |
| dormir    | dormís            | dormís            | dormís            |
| sentir    | sentís            | sentís            | sentís            |
| escribir  | escribís          | escribís          | escribís          |
| concluir  | concluís          | concluís          | concluís          |
| poder     | podés             | podís             | podéis            |
| querer    | querés            | querís            | queréis           |
| mover     | movés             | movís             | movéis            |
| saber     | sabés             | sabís             | sabéis            |
| pensar    | pensás            | pensái            | pensáis           |
| contar    | contás            | contái            | contáis           |
| jugar     | jugás             | jugái             | jugáis            |
| errar     | errás             | errái             | erráis            |
| ser       | sos               | soi / erís        | sois              |
| ir        | vas               | vai               | vais              |
| haber     | has               | hai               | habéis            |
| --------- | ----------------- | ----------------- | ----------------- |

Die Regeln der Konjugation des Voseo sind relativ simpel, differieren jedoch je nach Region.
Außer den eigens angeführten Verben ser, ir und haber folgen alle Verben den beschriebenen Regeln. Im Falle von ser und ir kann man die Konjugation im Indikativ Präsens von der des modernen vosotros herleiten: sois ~ sos, soi; vais ~ vas (welches der tú-Konjugation entspricht), vai. Erwähnenswert ist die Form erís beim chilenischen Voseo, die hierbei quasi eine Ausnahme innerhalb der Ausnahmen bildet.

#### Allgemeiner Voseo
Das -r am Ende des Infinitivs wird durch ein -s ersetzt. Dabei erhält – bei einem mehrsilbigen Wort – der letzte Vokal einen Akzent (Akut) um die Betonung zu bewahren (Beispiele siehe unten). Die einzigen Ausnahmen zu dieser Regel sind die Verben ser (sos), ir (vas) und haber (has).
Diese Konjugation ist diejenige, die am weitesten verbreitet ist. Sie wird gebraucht in:
- Argentinien
- Uruguay
- Paraguay
- Bolivien
- Ecuador (Provinz Esmeraldas)
- Kolumbien
  - im Westen (Pazifische Küste): die Departamentos Chocó, Valle del Cauca, Cauca und Nariño
  - in der Mitte, hauptsächlich die Region Paisa: die Departamentos Antioquia, Caldas, Quindío, Risaralda, und ein Teil von Tolima.
- Zentralamerika

#### Chilenischer Voseo
Beim chilenischen Voseo wird die Infinitivendung -ar durch -ái ersetzt, die Endungen -ir und -er werden beide durch -ís ersetzt, die jedoch mehr wie -íh klingt. Ausnahmen sind ser (erís oder soi), ir (vai) und haber (hai).

#### Voseo in Venezuela
In Venezuela (Bundesstaat Zulia) gebraucht man praktisch die gleiche Konjugation wie vosotros in Spanien, allerdings wird das Schluss-s gehaucht, sodass -áis, -éis und -ís wie -áih, -éih und -íh (ähnlich dem Chilenischen) artikuliert werden.

### Imperativ
| Infinitiv | Imperativ Voseo |
| venir     | ¡vení!          |
| decir     | ¡decí!          |
| salir     | ¡salí!          |
| ser       | ¡sé!            |
| hacer     | ¡hacé!          |
| comer     | ¡comé!          |
| mover     | ¡mové!          |
| pensar    | ¡pensá!         |
| contar    | ¡contá!         |
| jugar     | ¡jugá!          |
| --------- | --------------- |

Die positive Befehlsform wird in allen Regionen des Voseo außer Chile gebraucht. Für die negative Befehlsform (die auch in Chile gilt) nimmt man den Konjunktiv (siehe unten).
Die Regel zur Bildung der positiven Befehlsform ist sogar noch einfacher als die des Indikativ Präsens: Das -r am Ende des Infinitivs entfällt und der letzte Vokal erhält einen Akzent zur Erhaltung der Betonung. Die einzige Ausnahme ist das Verb ir, welches in vielen Voseo-Regionen die Befehlsform andá (vom Verb andar) hat.

### Konjunktiv/Subjuntivo
Ein entscheidender Unterschied zwischen dem Voseo in Zentralamerika, Kolumbien und Bolivien und dem in der Region um den Río de la Plata ist die Verbform in Konjunktiv/Subjuntivo. In der Río-de-la-Plata-Region benutzt man die Verbformen von tú im Subjuntivo, während man in Zentralamerika, Kolumbien und Bolivien die originären Verbformen von vos bewahrt. Diese verwendet man zwar auch in der Río de la Plata Region, jedoch eher um etwas zu betonen oder in emotionalen Situationen.
| Zentralamerika Kolumbien Bolivien | Río de la Plata       | Bedeutung                     |
| No quiero que mintás              | No quiero que mientas | Ich will nicht, dass du lügst |
| Que durmás bien                   | Que duermas bien      | Schlaf gut!                   |
| No te preocupés                   | No te preocupes       | Mach dir keine Sorgen!        |
| --------------------------------- | --------------------- | ----------------------------- |

In den anderen Ländern, wo der (verbale) Voseo gebraucht wird, verwendet man weiterhin die Verbformen von vos.
| Chile                | Venezuela (Zulia)     |
| No quiero que mintái | No quiero que mintáis |
| Que durmái bien      | Que durmáis bien      |
| No te preocupís      | No te preocupéis      |
| -------------------- | --------------------- |

### Vergleich
Hier ist eine Vergleichstabelle der Konjugation von einigen Verben im Indikativ Präsens für tú und für vos, daneben stehen die für vosotros, das Pronomen der 2. Person Plural, heute nur in Spanien gebräuchlich.
Die Formen mit Akzent (vos und vosotros) und die Infinitive sind auf den letzten Silben betont; die tú-Formen sind auf den vorletzten Silben betont. Die fettgedruckten Verbformen sind unregelmäßig. In Verbstämmen wie „acordar“, „poder“ und „venir“ kommt es zum Ausfallen der Lautverschiebung (Diphthongisierung).
| Verb    | Bedeutung | Tú (2. Sg.) | Vos (Allgemein) | Tú / Vos (Chile) | Vos (Ostkolumbien) | Vos (Venezuela) | Vosotros (2. Pl. in Spanien) | Ustedes (2. Pl. in Amerika) |
| ser     | sein      | eres        | sos             | erís / soi       | soi                | sois            | sois                         | son                         |
| hablar  | sprechen  | hablas      | hablás          | hablái           | hablái             | habláis         | habláis                      | hablan                      |
| acordar | erinnern  | acuerdas    | acordás         | acordái          | acordái            | acordáis        | acordáis                     | acuerdan                    |
| comer   | essen     | comes       | comés           | comís            | coméi              | coméis          | coméis                       | comen                       |
| poder   | können    | puedes      | podés           | podís            | podéi              | podéis          | podéis                       | pueden                      |
| vivir   | leben     | vives       | vivís           | vivís            | viví               | vivís           | vivís                        | viven                       |
| venir   | kommen    | vienes      | venís           | venís            | vení               | venís           | venís                        | vienen                      |
| ------- | --------- | ----------- | --------------- | ---------------- | ------------------ | --------------- | ---------------------------- | --------------------------- |

## Verbreitung

### Cono Sur

#### Río de la Plata
Die in Argentinien und den übrigen La-Plata-Ländern (Uruguay, Paraguay) übliche, klassische Voseo-Konjugation wird auch in Teilen Boliviens verwendet. In Argentinien gehört der Voseo zur Standardsprache, ist auch in der Schriftsprache anerkannt und wird als argentinische Eigenheit bewusst gepflegt. Von hier aus setzt er sich auch in der Standardsprache der übrigen La-Plata-Länder zunehmend durch.
Manche Uruguayer kombinieren das Pronomen tú mit den Verbformen des klassischen Voseo (zum Beispiel, tú sabés). Heute ist diese Verwendung jedoch rückläufig, da sich der Gebrauch des Pronomens vos aufgrund der Dominanz des Argentinischen in den Medien zunehmend generalisiert.

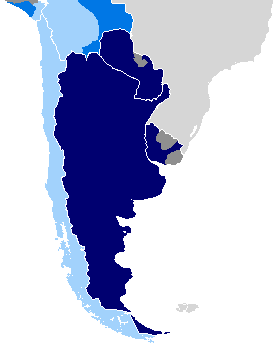
Voseo im Cono Sur
Voseo dominiert schriftlich und mündlich.
Voseo dominiert mündlich.
Voseo und Tuteo existieren nebeneinander.
Spanischsprachige Regionen ohne Voseo.

#### Chile
Die in Chile gebräuchlichen Voseo-Verbformen werden etwas anders gebildet: Statt wie im klassischen Voseo das i des Enddiphthongs wegzulassen, fällt das s nach einem Diphthong aus (Tú soi, ¿Estái casada?, ¿Te acordái?). Bei Verben der e-Konjugation fällt der Diphthong ganz weg (querís, bebís), sodass sich wie bei der i-Konjugation (venís, preferís) die Endung -ís ergibt. Auch hier fällt das Schluss-s oft weg oder ist nur noch als aspirierter Hauch hörbar (¿Te vení(s/h)?, ¿Querí(s/h) agüita?).
Diese Verbformen werden in Chile eher mit dem Pronomen tú verwendet, da der Gebrauch des Pronomens vos als argentinische Eigenheit und in vielen Fällen als ordinär angesehen wird. Nichtsdestoweniger, der Gebrauch von dem Pronomen vos mit aspiriertem s (etwa voh) existiert zwischen sehr guten Freunden, oder als Beleidigung. Der chilenische Voseo (mit tú) gehört zur informellen Sprachebene und wird in formellen Situationen durch den Standardtuteo ersetzt. In sehr formellen Situationen wird usted eingesetzt.

### Kolumbien
Im Westen Kolumbiens sowie in einigen zentralamerikanischen Ländern bis hin zu den südlichen Staaten Mexikos (Chiapas & Tabasco) verwendet man praktisch die gleichen Voseo-Verbformen wie in der Region Río de la Plata (teilweise mit Aspirierung des -s).
Im Osten Kolumbiens, den an Venezuela grenzenden Gebieten, konjugiert man wie in Zulia, jedoch mit dem Wegfall des -s am Ende (podéi, sabéi, vení, viví etc.)
Insgesamt sind ungefähr 20 Millionen Kolumbianer, also fast die Hälfte der Gesamtbevölkerung, „Voseantes“.

### Venezuela
Im Nordwesten Venezuelas, vor allem im Bundesstaat Zulia, dem größten Bundesland nach Bevölkerungszahl, wird das Pronomen vos als singularische Anrede mit den Verbformen der regulären (allerdings in Lateinamerika nicht verwendeten) zweiten Person Plural benutzt.
Insgesamt sind mehr als ein Achtel – mindestens 3,6 Millionen – der Venezolaner „Voseantes“.

### Ecuador
In der Sierra waren die gleiche Verbformen wie in Zulia (Venezuela) üblich, also mehr oder weniger die gleichen wie vosotros in Spanien. Diese Verbformen gelten aber heute als veraltet und werden nur noch von der älteren Generation in der Alltagssprache benutzt. Ziemlich geläufig ist der pronominale Voseo, also der Gebrauch des Pronomen vos in Verbindung mit den Verbformen von tú, – Beispiele:
- vos puedes, vos vienes, vos sabes etc.

Im Nordwesten Ecuadors, hauptsächlich in der Provinz Esmeraldas, konjugiert man die Verben wie in den Río de la Plata Ländern, Bolivien, Kolumbien, und Zentralamerika (Allgemeine Konjugation): vos podés, venís, sabés etc.

In den Medien und dem Bildungssystem wird ausschließlich tú benutzt. Somit beschränkt sich der Voseo nur auf die gesprochenen Sprache.

### Zentralamerika
Auch Zentralamerika ist grundsätzlich „voseante“. Jedoch variiert der Sprachgebrauch in den einzelnen Ländern und sogar innerhalb verschiedener Regionen ein und desselben Landes.

#### Panama
Panama ist hauptsächlich „tuteante“. Es gibt Gebiete nahe der Grenze mit Costa Rica, wo der Voseo noch anzutreffen ist.

#### Costa Rica bis Guatemala
In Costa Rica werden vos und usted in regional unterschiedlicher Verteilung als informelle Anrede verwendet. So kann tú sehr formell und pedantisch klingen. Deshalb benutzen die Costa Ricaner im Allgemeinen diese Sprechweise nicht. Der Gebrauch des vos genießt eine große Akzeptanz und gehört (mit seinen Verbformen) zum offiziellen Schulunterricht.
Nicaragua ist stark „voseante“. Als Anredeform, auch in den Medien, ist das vos sehr gebräuchlich. Tú ist so gut wie gar nicht präsent, es sei denn man hat mit Ausländern zu tun.
Die Honduraner gebrauchen hauptsächlich vos in der gesprochenen Sprache. Jedoch in den Medien und der geschriebenen Sprache hat tú mehr Akzeptanz.

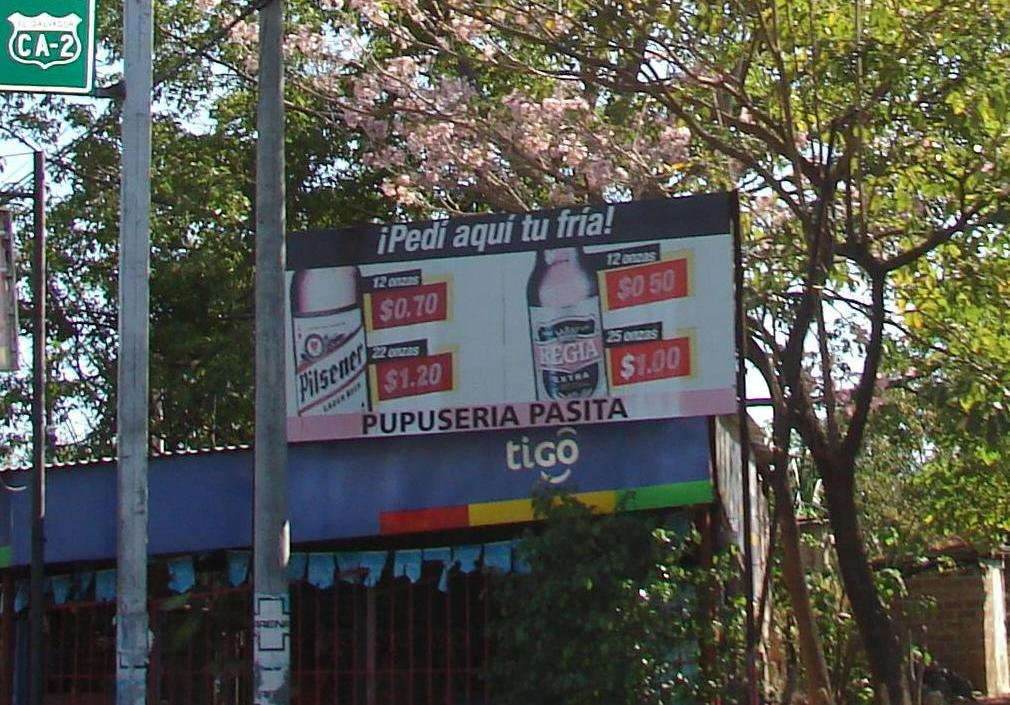
Gebrauch der Voseo-Imperativform in El Salvador.

Die Situation in El Salvador ist ähnlich wie in Honduras, aber vos erhält zunehmend mehr Akzeptanz in den Medien und in der geschriebenen Sprache.
Guatemala ist ursprünglich „voseante“ und vos ist immer noch in der gesprochenen Sprache verbreitet, doch gibt es bestimmte Regionen, Familien, oder Klassen der Gesellschaft, in denen man eher tú verwendet.
In Honduras, El Salvador und Guatemala gibt es viele Menschen, die tú und ti praktisch nur beim Schreiben oder Lesen gebrauchen und beim alltäglichen Sprechen fast ausschließlich vos benutzen.
In Zentralamerika hört man zuweilen „¿Qué quieres vos?“ statt „¿Qué querés vos?“. Hier wird der Einfluss des Fernsehens spürbar, wo meist ein „neutrales Spanisch“ benutzt wird und dementsprechend tú und die regulären Verbformen der 2. Person Singular verwendet werden, weshalb einige Menschen (vor allem Kinder) vos und tú und ihre entsprechenden Verbformen ab und zu mal verwechseln.
In all den Ländern von Costa Rica bis Guatemala gilt der Gebrauch von tú zwischen Männern als etwas weiblich.

#### Mexiko

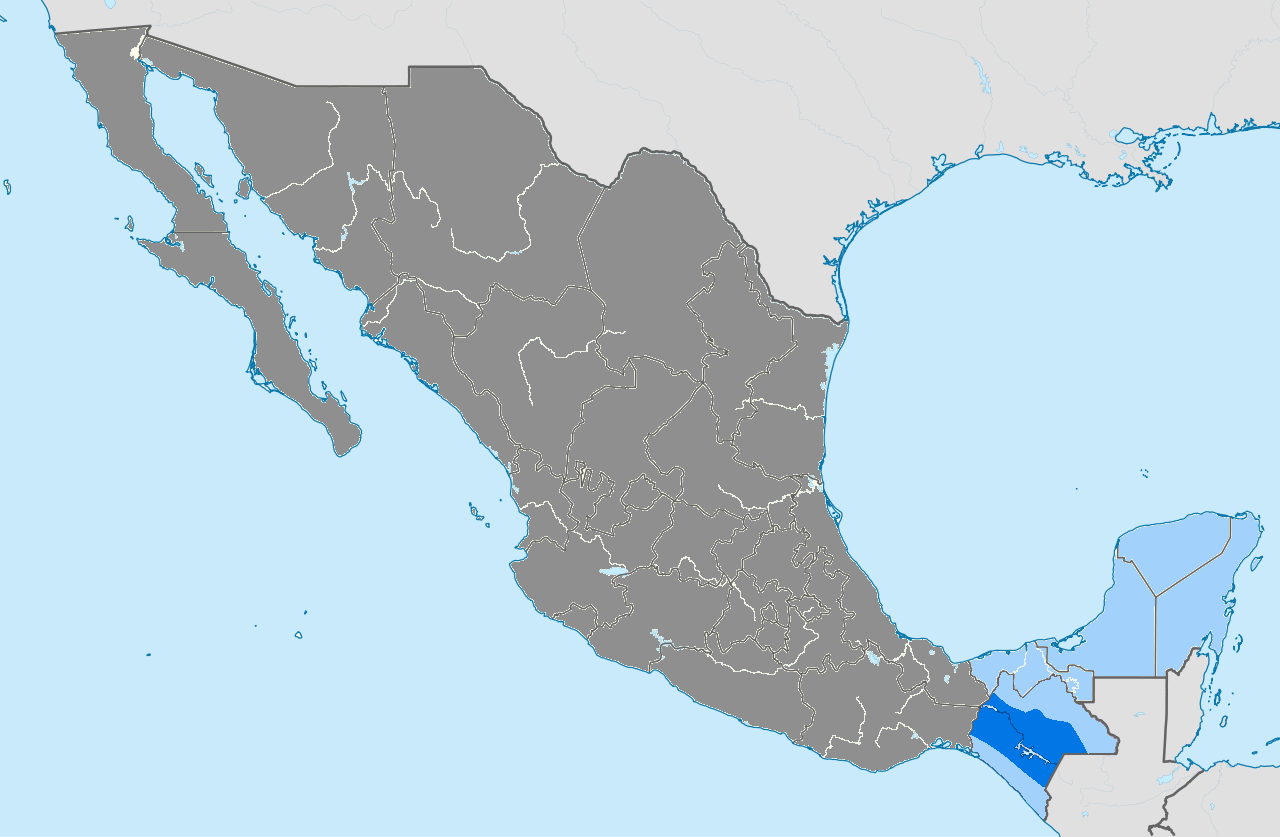
Voseo in Mexiko
Voseo dominiert schriftlich und mündlich.
Voseo dominiert mündlich.
Voseo und Tuteo existieren nebeneinander.
Regionen ohne Voseo.

Der Voseo ist auf den Süden des Landes beschränkt. In Tabasco ist der Voseo mehr oder weniger ausgestorben. In Chiapas existiert vos noch, aber die jüngeren Generationen verwenden zunehmend tú.